# Manea (Cambridgeshire)
Manea – wieś w Anglii, w hrabstwie Cambridgeshire, w dystrykcie Fenland. Leży 31 km na północ od miasta Cambridge i 110 km na północ od Londynu.